# جوزپه دیپالو
جوزپه دیپالو (انگلیسی: Giuseppe DePalo؛ زادهٔ ۱۷ اکتبر ۱۹۷۱) بازیکن فوتبال است.